# Bocholt
Die Stadt Bocholt (ˈbɔxɔlt, niederdeutsch Bokelt) liegt im Westmünsterland im Nordwesten von Nordrhein-Westfalen. Sie ist mit 73.257 Einwohnern die einzige große kreisangehörige Stadt  und zugleich die größte Stadt des Kreises Borken im Regierungsbezirk Münster. Bocholt ist nach Aachen die zweitgrößte deutsche Stadt an der deutsch-niederländischen Grenze und die drittgrößte Stadt im Münsterland.

## Geographie

### Geographische Lage
Bocholt gehört politisch und kulturhistorisch zum westlichen Münsterland, landschaftlich jedoch bereits zum Niederrheinischen Tiefland. Während der Westteil der Stadt mit einer Höhenlage zwischen 15 und 25 Metern über dem Meeresspiegel dem Naturraum Isselebene zugeordnet wird, gehört der Osten (Stadtteile Barlo, Stenern und Biemenhorst mit bis 48 m ü. NN) zum Naturraum Niederrheinische Sandplatten und markiert den fließenden landschaftlichen Übergang zum Westmünsterland.
Die Stadtgrenze ist im Norden zugleich die Staatsgrenze zu den Niederlanden, im Südwesten zugleich die Grenze zum Kreis Wesel und somit auch die Grenze zum Regierungsbezirk Düsseldorf. Ebenso bildet sie die Grenze zwischen dem Landschaftsverband Westfalen-Lippe, dem Bocholt über den Kreis Borken angehört, sowie dem Landschaftsverband Rheinland. Durch Bocholt fließt die Bocholter Aa.

### Ausdehnung des Stadtgebiets
Die Gesamtfläche des Stadtgebietes beträgt rund 119 Quadratkilometer, wovon 65,9 % landwirtschaftlich genutzt werden. 6,7 % sind Waldfläche, 1,8 % Wasserfläche, 2,1 % Erholungs- und Grünanlagen, 15,9 % Hof- und Gebäudeflächen, 6,9 % Straßen, Wege und Plätze und 0,8 % sonstige Flächen.

### Gliederung

Karte der Ortsteile von Bocholt

Bocholt ist laut Hauptsatzung in die sieben Stadtbezirke Mitte, Nordost, Ost, Südost, Südwest, West und Nordwest unterteilt, in denen jeweils ein Bezirksausschuss eingerichtet ist. Daneben ist die Stadt Bocholt durch die Hauptsatzung in elf Ortsteile gegliedert, die weitgehend den Altgemeinden entsprechen, die bis zur Gebietsreform von 1975 bestanden. Die elf Ortsteile sind
- Barlo
- Biemenhorst
- Bocholt
- Hemden
- Holtwick
- Liedern
- Lowick
- Mussum
- Spork
- Stenern und
- Suderwick.[4]

Für statistische Zwecke unterteilt die Stadt Bocholt das Stadtgebiet außerdem in 32 statistische Bezirke.

### Nachbargemeinden
|                                | Gemeinde Aalten (Provinz Gelderland) Niederlande | Gemeinde Winterswijk (Provinz Gelderland) Niederlande |
| Stadt Isselburg (Kreis Borken) | Kompassrose, die auf Nachbargemeinden zeigt      | Stadt Rhede (Kreis Borken)                            |
|                                | Stadt Hamminkeln (Kreis Wesel)                   |                                                       |

### Klima

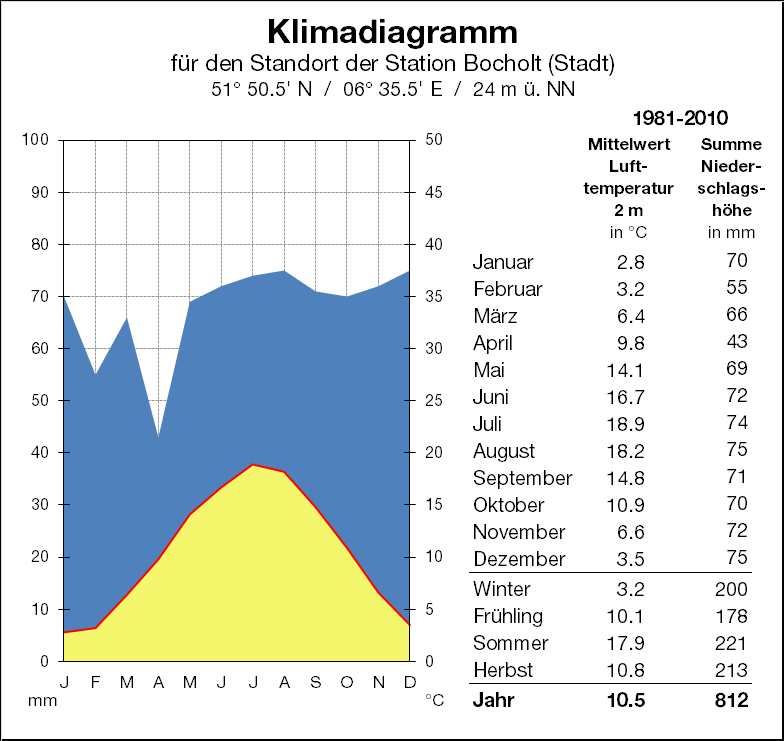
Klimadiagramm Bocholt Stadt

Das Klima des Niederrheinischen Tieflandes ist ein gemäßigtes mit deutlich maritimem Einfluss, sodass die Winter sehr mild und die Sommer mäßig warm ausfallen. Im langjährigen Mittel gibt es jährlich nur zwölf Schneedeckentage, rund 50 Frosttage und nur zehn Eistage (Dauerfrosttage). Es gibt außerdem rund 34 Sommertage (Tagesmaximum 25 °C oder mehr) und sechs bis sieben heiße Tage (30 °C oder mehr) im Mittel. Im langjährigen Mittel 1981 bis 2010 liegt die Lufttemperatur bei 10,5 °C und es fallen rund 812 mm Niederschlag.

## Geschichte

### Mittelalter
In den Annales regni Francorum aus dem 8. und 9. Jahrhundert wurde Bocholt als „Bohholz“ im Zusammenhang mit den Sachsenkriegen Karls des Großen erstmals erwähnt. Im Mittelalter wuchs die altsächsische Siedlung um eine Anfang des 9. Jahrhunderts gegründete „Urpfarre“ und einen bischöflichen Haupthof an einem Übergang über die Aa. Stadtrechte erhielt Bocholt im Jahr 1222 nach Münsterschem Vorbild durch Dietrich III. von Isenberg, den Bischof von Münster. Die Stadterhebung war ein bedeutender Akt der Bildung eines Territorialstaates der Bischöfe von Münster innerhalb des sich parallel entwickelnden Heiligen Römischen Reichs. Dieser Territorialstaat hieß Hochstift Münster und war im Laufe seiner Geschichte mit anderen geistlichen Territorien in wechselnden Personalunionen verbunden. Dort gehörte es zu dessen südlichem Teil, dem Oberstift Münster. Die Verleihung der Stadtrechte diente der Sicherung der fürstbischöflichen Macht im Westen des Bistums, insbesondere gegen die Gebiete der Herrscher von Kleve und Geldern. 1371 war Bocholt in das westfälische Landfriedensbündnis einbezogen.
Der Stadtname wird traditionell als „Buchholz“ im Sinne von „Buchenholz“ gedeutet (vgl. auch Bochum sowie Bocholt in Belgien). Auf diese Etymologie deuten die mittelalterlichen Stadtsiegel hin, die als sogenannte redende Siegel sämtlich einen Baum als Siegelbild zeigen, der auf dem Stadtsiegel von 1302 eindeutig als Buche zu identifizieren ist. Von Einheimischen wird die Stadt auf plattdeutsch „Bokelt“ genannt. Der Wahlspruch eingefleischter Bocholter lautet (auf Bocholter Plattdeutsch): „Nörgens bäter as in Bokelt“ (Nirgends besser als in Bocholt).
Eingebettet in das aufblühende Städtewesen der Hanse verlief die Entwicklung der Stadt im Mittelalter recht stetig. Im 14. Jahrhundert musste das befestigte Stadtgebiet erweitert werden, eine zweite Kirche wurde errichtet – die jedoch bis ins 20. Jahrhundert keine Pfarrrechte erhielt – und die Stadt wurde landtagsfähig. Ebenfalls im 14. Jahrhundert wurde das Amt Bocholt, eine Verwaltungsbehörde des Hochstifts Münster, gebildet und in der Stadt angesiedelt. Im 15. Jahrhundert wurde die Stadtpfarrkirche St. Georg als gotische Hallenkirche neu erbaut, drei Klöster entstanden, am Ende des Jahrhunderts wirkte Israhel van Meckenem († 10. November 1503 in Bocholt) als Goldschmied und Kupferstecher in Bocholt.
Die Ravardistraße war die westliche Ausfallstraße der mittelalterlichen Stadt Bocholt und endete am westlichen Ravarditor – vermutlich dort, wo heute die Lichtstele von Heinz Mack steht. Heute ist das Ravardiviertel die größte Ausgeh- und Feiermeile der Bocholter Region. Zur Namensherkunft kann keine eindeutige Aussage getroffen werden. Anton Schmeddinghoff (1869–1942), Lehrer am St.-Georg-Gymnasium und Heimatforscher im Münsterland, nimmt jedoch an, dass die älteste Form „porta platea Ravardi“ auf einen Eigennamen hindeutet und aus Ravardi im Zeitverlauf die später gebräuchlichste Form Rawerdes, Rauwers und Rawers geworden ist. Die Ravardistraße ist daher wahrscheinlich nach einem früheren Bocholter Gutshof benannt.

### Frühe Neuzeit

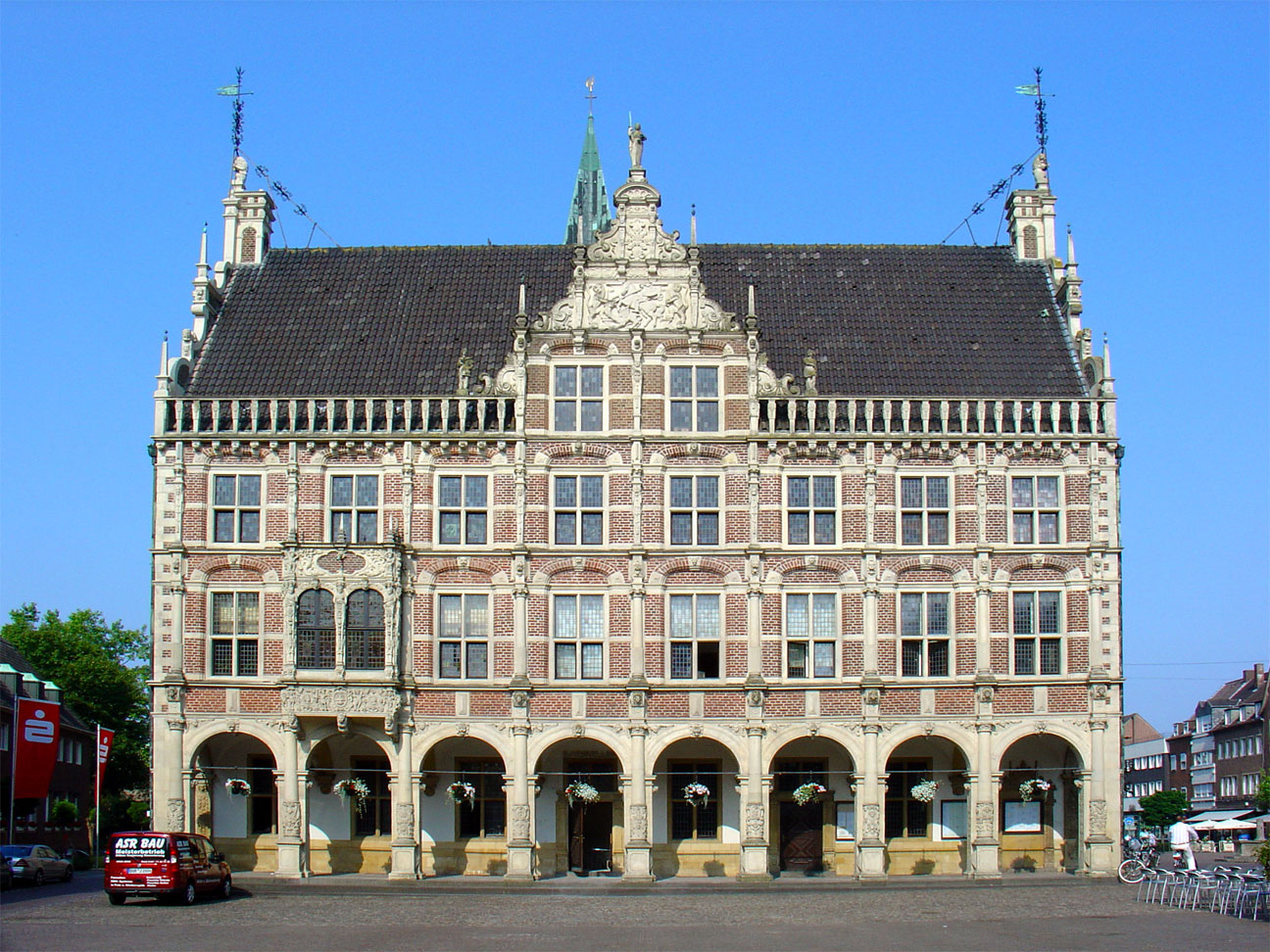
Historisches Rathaus Bocholt von 1622

Mit Beginn der Neuzeit endete der Aufstieg der Stadt. Wegen ihrer Grenzlage litt die Bocholter Wirtschaft bereits unter dem Achtzigjährigen Krieg. Im sogenannten spanischen Winter 1598/1599 war Bocholt monatelang von spanischen Truppen besetzt. Der Bau des Rathauses 1618/24, ein Zeichen städtischen Selbstbehauptungswillens, markiert das Ende einer Epoche städtischer Prosperität der frühen Neuzeit, in deren Verlauf die meisten Bewohner protestantisch geworden waren. Der Dreißigjährige Krieg ruinierte bald darauf die Stadt. Im Frühjahr 1623 ließ Kurfürst Ferdinand von Bayern durch den kaiserlichen Feldmarschall Johann Jakob von Bronckhorst-Batenburg die Stadt gewaltsam besetzen. Wie die anderen Städte des Hochstifts Münster verlor in diesem Zuge auch Bocholt das Recht, seine städtischen Angelegenheiten und in Glaubensfragen selbst zu entscheiden. Landesherrlichen Bemühungen der Rekatholisierung versuchten sich Stadt und Bürger noch eine Weile zu widersetzen. Wiederholte Eroberungen und Plünderungen und eine kostspielige Besetzung durch hessische Truppen von 1635 bis 1650 verarmten Bocholt. Hinzu kamen verheerende Pestjahre. Der Absolutismus der Landesherrn und der wirtschaftliche Niedergang schwächten die politische Stellung der Stadt dauerhaft. Ihre städtische Selbständigkeit vermochte die Stadt auch nach erfolgter Gegenreformation nur eingeschränkt zurückzugewinnen.
Die Erholung dauerte Jahrhunderte. Mitte des 16. Jahrhunderts hatte die Stadt Zuzug von Kriegsflüchtlingen aus Brabant, die Kenntnisse in der Baumwollweberei mitbrachten und 1569 eine Baumwollgilde, das „Bomsidenambt“, gründeten, die bis 1848 bestand. Die manuelle Textilherstellung aus Baumwolle wurde im Laufe der Zeit der wirtschaftliche Schwerpunkt Bocholts, freilich in Abhängigkeit von einem Baumwollimport über die Niederlande, der im 18. und frühen 19. Jahrhundert – speziell im Siebenjährigen Krieg und unter der napoleonischen Herrschaft – immer wieder Störungen unterlag.

### 19. Jahrhundert

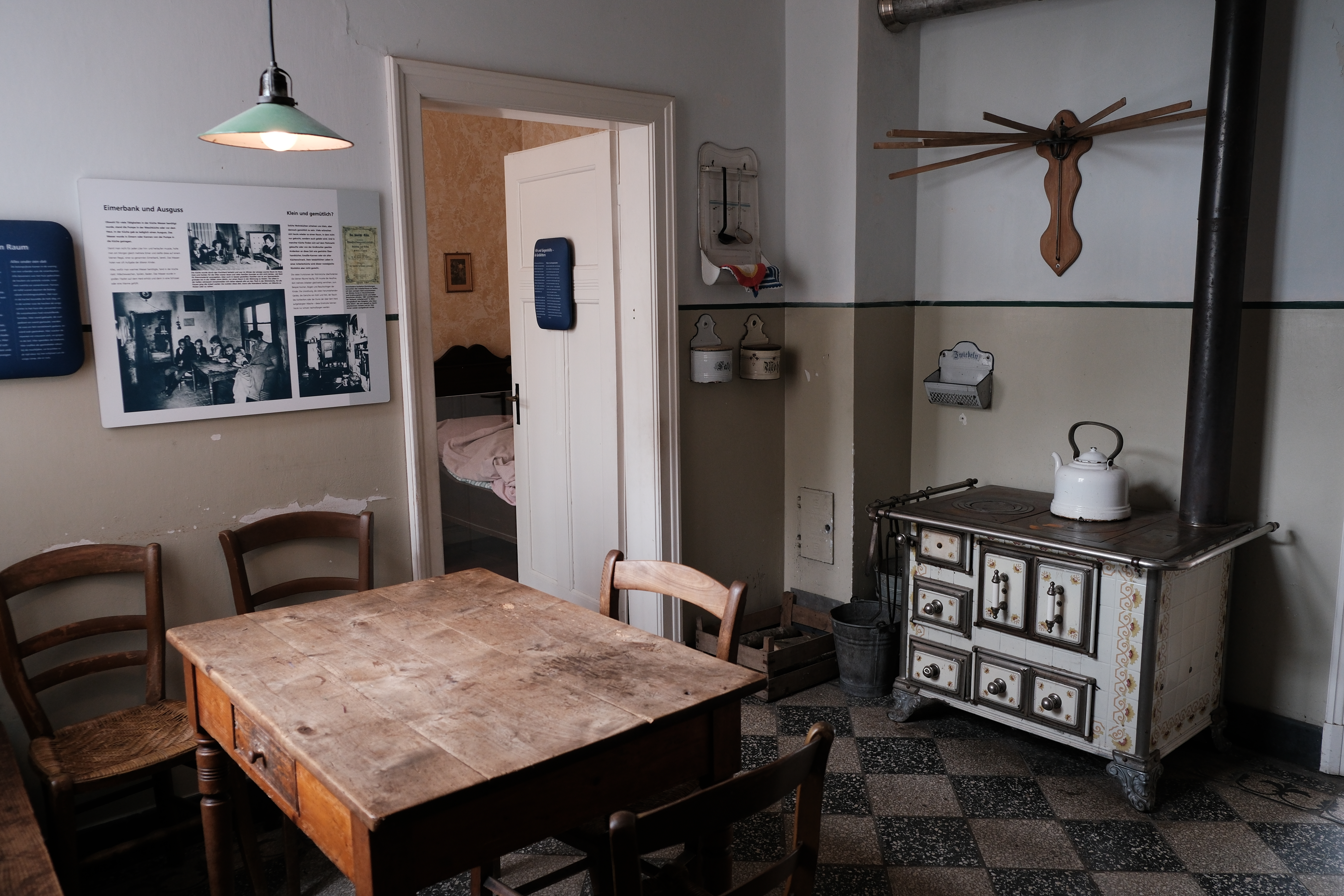
Küche einer Arbeiterwohnung, um 1920, im Textilmuseum Bocholt

Durch den Frieden von Lunéville (1801), das Ende des Hochstifts Münster (1802) und den Reichsdeputationshauptschluss (1803) gelangte die Stadt Bocholt unter die gemeinsame Herrschaft der Fürsten Konstantin zu Salm-Salm und Friedrich IV. zu Salm-Kyrburg (siehe auch Adelsgeschlecht Salm), die in den Gebieten der vormals fürstbischöflichen Ämter Bocholt (einschließlich der Herrschaft Werth) und Ahaus sowie in den Gebieten der Herrschaften Anholt und Gemen das Fürstentum Salm errichteten. Die Stadt Bocholt avancierte zur Landeshauptstadt, indem die Fürsten dort in einem säkularisierten Stift die „Fürstlich Salmisch Gemeinschaftliche Regierung“ einrichteten. 1806 trat das Fürstentum Salm als ein Gründungsstaat des Rheinbundes aus dem Heiligen Römischen Reich aus. Bereits wenige Jahre später, im Winter 1810/1811, wurde das Fürstentum Salm neben anderen Staaten von Frankreich annektiert und dem Département Lippe eingegliedert. In dieser Zeit wurde die französische Munizipalverfassung eingeführt. Im Zuge der Befreiungskriege vertrieben preußische Truppen der Nordarmee unter dem Kommando von Adolf Friedrich von Oppen die französischen Truppen, die nach der Völkerschlacht bei Leipzig nach Westen flohen, und rückten am 18. November 1813 in Bocholt ein. Bis zum Wiener Kongress 1815, bei dem Bocholt völkerrechtlich dem Königreich Preußen zugeteilt wurde, stand das Gebiet unter Verwaltung des Generalgouvernements zwischen Weser und Rhein. Das Königreich Preußen ordnete Bocholt 1816 zum Kreis Borken, Regierungsbezirk Münster, Provinz Westfalen. 1825 gründete der Bocholter Vikar August van der Meulen eine private Lateinschule, die 1828 zu einer städtischen Schule erhoben wurde. Aus ihr entwickelte sich das spätere St.-Georg-Gymnasium Bocholt. Im Mai 1836 wurde die revidierte Städteordnung vom 17. März 1831 eingeführt, welche die französische Munizipalverfassung nach 24 Jahren ablöste.
Eine Verbesserung in der Bocholter Baumwollproduktion fand in den 1820er Jahren statt, als Weber anfingen, Schnellschützen einzusetzen. Die Industrialisierung, die in Bocholt 1852 mit der Aufstellung der ersten Dampfmaschine für eine Spinnerei begann, brachte vor allem ab 1871 einen kräftigen Wirtschaftsaufschwung. Bis zum Ausbruch des Ersten Weltkrieges wurden mindestens 114 Textilfirmen gegründet. Mit dem Aufstieg der Textilindustrie waren verbunden ein ebenso kräftiger Bevölkerungsanstieg (siehe Tabelle unten) und ein starker Ausbau der Infrastruktur: 1878 Anschluss an das Eisenbahn-, 1913 an das Elektrizitätsnetz; Krankenhausneubau 1875–1878, Schlachthof 1899/1900, Stadtgas 1901, Bahnhof 1904, Feuerwehr 1907, Amtsgericht 1910/11, Wasserleitung/Kanalisation 1911–1913, Friedhofsverlegung 1908, Alten- und Waisenhaus 1909/10, Walderholungsstätte 1913, Schul-, Kirchen- und Klosterneubauten einhergingen. So wurde unter anderem 1898 ein Kloster der Klarissen gegründet, das bis 2024 bestand.

### 20. Jahrhundert
Während die Wirtschaftsentwicklung im und nach dem Ersten Weltkrieg stagnierte bzw. stark schwankte, erreichte die städtische Eigenständigkeit 1923 mit der Errichtung des Stadtkreises Bocholt einen Höhepunkt. Politisch war Bocholt wegen der überwiegend katholischen Bevölkerung eine Hochburg des Zentrums.
Die NS-Machtergreifung wurde dadurch nicht beeinträchtigt. Sie wurde maßgeblich vorangetrieben durch den von der NSDAP eingesetzten Bürgermeister Fritz Emil Irrgang, der die Stadtverwaltung von 1934 bis 1939 führte. 1935–38 erhielt die Stadt in dem eigens dafür gebauten „Stadtwaldlager“ eine SA-Garnison der „Österreichischen Legion“, d. h. Emigranten des Dollfuß-Putsches, die 1938 wieder nach Österreich abzogen. Das Lager wurde im Zweiten Weltkrieg als Kriegsgefangenenlager (Stammlager VI F) genutzt, das zwischen 1942 und 1944 von Oberst Hans Jauch, dem Großvater von Günther Jauch, befehligt wurde. Auf dem ehemaligen Lagerfriedhof liegen über 1700 tote Sowjetsoldaten, die Ende 1941 im Lager starben.

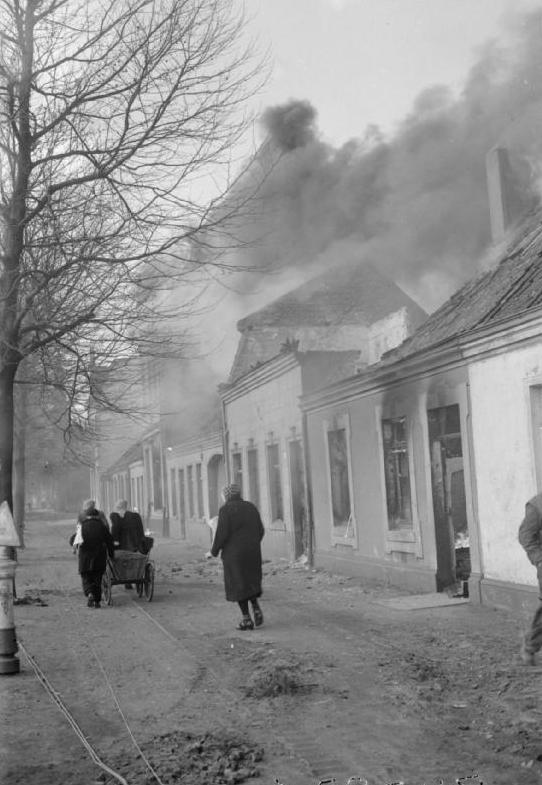
Zivilisten in einer Bocholter Straße mit kriegszerstörter Wohnbebauung, 29. März 1945

Spätestens seit 1890 ist aus dem Umfeld der Synagoge ein „Verein zur Förderung und Verbreitung des Handwerks unter den Juden“ in Bocholt belegt, wie er unter gleichem oder ähnlichem Namen auch im weiteren Rheinland sowie im übrigen Deutschland existierte. Seine Tätigkeit richtete sich besonders an junge Leute.
Während der Zeit des Nationalsozialismus wurden sämtliche Juden, die nicht rechtzeitig auswanderten oder fliehen konnten, ohne Gegenwehr der nichtjüdischen Einwohner Bocholts in Konzentrationslager verschleppt und ermordet. Die Synagoge wurde wie praktisch alle Synagogen im November 1938 geschändet. Das Gebäude blieb zunächst erhalten und diente in der unmittelbaren Nachkriegszeit mit mündlicher Erlaubnis des Bürgermeisters als Stellplatz für einen großen Pferdekarren. Seit 1980 erinnert eine Gedenkplatte an den Standort der Synagoge. Nachdem die Bocholter Kreishandwerkerschaft dort ein Bürogebäude errichtet hatte, wurde darin 2005 eine kleine Gedenkstätte eingerichtet. Der letzte Prediger der Synagogengemeinde, Levy Nußbaum (1868–1940, er verwendete auch die Namensform Leo Nußbaum), der sich jahrelang um das Wohl nicht nur der jüdischen Gemeinde, sondern auch der interkonfessionellen Verständigung gekümmert hatte, konnte mit seiner Frau Rosa, geb. Hulisch, in die Schweiz flüchten. Seine erwachsenen Kinder konnten in die Schweiz und in die USA flüchten. Im Andenken an diesen prominenten und verdienstvollen Bürger Bocholts wurde 1995 eine Straße in Bocholt zur Leo-Nußbaum-Straße ernannt.
Bocholt wurde am 22. März 1945 durch einen Bombenangriff zu ca. 85 % zerstört, In der Altstadt blieben nur drei Häuser unversehrt. Am 29. und 30. März nahmen britische Truppen die zerstörte Stadt ein. Nach dem Zweiten Weltkrieg gehörte die Stadt zur britischen Besatzungszone. Die Militärverwaltung richtete in dem vormaligen Kriegsgefangenenlager ein DP-Lager ein, das Stadtwaldlager Bocholt, zur Unterbringung so genannter Displaced Persons. Die Mehrzahl von ihnen waren ehemalige Zwangsarbeiter aus Polen, Estland, Litauen und Jugoslawien. Da viele DPs eine Repatriierung in den kommunistischen Machtbereich ablehnten und eine Auswanderung nach Übersee anstrebten, existierte das DP-Lager Bocholt noch bis Anfang der 1950er Jahre und war damit eines der letzten Lager in Westfalen. Später ging die Verwaltung auf das NRW-Sozialministerium über. Im Folgenden wurden Flüchtlinge des Kalten Krieges untergebracht: 1956 Ungarn, später DDR-Flüchtlinge.
Nach der Auflösung des Staates Preußen im Jahre 1947 und der Gründung des Landes Nordrhein-Westfalen gehörte die Stadt zum Landesteil Westfalen-Lippe. Der Wiederaufbau in der Mitte des 20. Jahrhunderts gelang sehr rasch, was vornehmlich dem rasanten Wirtschaftsaufschwung der 1950er und 1960er Jahre zu verdanken war (Wirtschaftswunder). Die Bocholter Textilindustrie konnte nur anfänglich an diesem Aufschwung teilnehmen und geriet zunehmend in Konkurrenz zu billigeren Auslandsprodukten. Folge war ein starker Rückgang dieses Industriezweigs. Dagegen prosperierten die Metall- und die Elektroindustrie, die heute die lokale Wirtschaft bestimmen. Trotz erfolgreichen Wiederaufbaus und wirtschaftlichen Ausbaus konnte die Stadt ihre zentrale Stellung im Umland nicht beibehalten. Die Bahnverbindungen wurden bei Ausbau des Straßenverkehrsnetzes in den 1960er und 1970er Jahren bis auf die Rheinschienenanbindung nach Wesel stillgelegt. Im Zuge der kommunalen Gebietsreform in NRW verlor Bocholt 1975 die Kreisfreiheit und kam als Große kreisangehörige Stadt zum Kreis Borken, was u. a. das vorläufige Aus des „BOH-Kennzeichens“ nach sich zog. Zugleich stieg die Einwohnerzahl durch Eingemeindung von zehn Umlandgemeinden von ca. 49.000 auf ca. 65.000; die Fläche wuchs von 18,4 km² auf 119,4 km². Infolge dieser Erweiterung konnten der Industriepark Bocholt als weiträumiges Industriegebiet südwestlich der bebauten Stadtfläche im Stadtteil Mussum eingerichtet und das Krankenhaus aus dem Stadtkern ausgelagert werden.
Mit der Privatisierung von Bundesbahn und der Bundespost in den 1990er Jahren wurden Bahnhof und Postamt zurückgestuft und das Gewerbegericht verlegt. Durch die Fertigstellung eines Justizzentrums für Arbeits- und Amtsgericht sowie Staatsanwaltschaft Ende 2006 konnte der drohende Abzug der Justizbehörden abgewendet werden. Aufgrund der Kennzeichenliberalisierung und einer Entscheidung des Kreistages vom 6. Dezember 2012 können Fahrzeughalter im Kreis Borken seit dem 1. Februar 2013 zwischen den Unterscheidungszeichen AH, BOH und BOR wählen.

### Ehrungen für die Stadt Bocholt
- 1972 Verleihung der Ehrenfahne durch den Europarat in Straßburg als Anerkennung für das europäische Engagement der Stadt Bocholt; Ehrenbezeichnung „Gemeinde Europas“.
- 1991 Verleihung der Ehrenplakette durch den Europarat.
- 1993 Verleihung des Europapreises durch den Europarat.
- 2004 und 2005 – Verleihung des Titels: „Virtuelles Rathaus Münsterland“
- 2005 Verleihung des „European Energy Award“
- 2005 – Gewinn des Titels „Fahrradfreundlichste Stadt Deutschlands“ unter 100.000 Einwohnern. Der Titel wird im Rahmen des vom Umweltbundesamt geförderten ADFC/BUND-Projektes „Umweltentlastung durch mehr Radverkehr“ verliehen.
- 2006 Verleihung des Titels „Virtuelles Rathaus NRW 2006“
- 2009 Klimakommune der Zukunft – Verleihung durch das Land NRW
- 2009 „Logistik-Standort des Jahres in NRW“, verliehen durch den Verkehrswirtschaftsverbund „LogistikCluster NRW“
- 2012 Gewinn des Titels „Fahrradfreundlichste Stadt Deutschlands“ unter 100.000 Einwohnern.
- 2013 Gewinn des Titels „Fahrradfreundlichste Stadt Deutschlands“ unter 100.000 Einwohnern.
- 2013 Gewinn des Titels „Deutschlands aktivste Stadt 2013“ in der Kategorie der großen Städte.[22]

### Eingemeindungen
Am 1. Januar 1975 wurden durch § 51 Münster/Hamm-Gesetz die bisher eigenständigen Gemeinden Barlo, Biemenhorst, Hemden, Holtwick, Liedern, Lowick, Mussum, Spork, Stenern und Suderwick eingegliedert. Auch ein Teil des Ortsteils Lankern der aufgelösten Gemeinde Dingden kam hinzu.

### Einwohnerentwicklung
Im Mittelalter hatte Bocholt nur wenige hundert und in der frühen Neuzeit einige tausend Einwohner. Die Bevölkerung wuchs nur langsam und ging durch die zahlreichen Kriege, Seuchen und Hungersnöte immer wieder zurück. So sank die Einwohnerzahl 1448 während der Soester Fehde, als Bocholt bombardiert wurde. Während einer Pestepidemie 1636/37 starben etwa die Hälfte der Bewohner. Auch im Siebenjährigen Krieg (1756–1763) wurde die Stadt durch Heerzüge und Plünderungen in Mitleidenschaft gezogen. Erst mit dem Beginn der Industrialisierung im 19. Jahrhundert beschleunigte sich das Bevölkerungswachstum. Lebten 1831 erst 4000 Menschen in der Stadt, so waren es 1900 bereits über 20.000.
Deutlich sichtbar sind die Auswirkungen des Zweiten Weltkrieges. Bis Kriegsende wurden durch die alliierten Luftangriffe 85 Prozent der Gebäude zerstört. Die Bevölkerungszahl sank von 35.000 im Jahre 1939 auf nur noch 8000 im März 1945. Im Jahre 1974 lebten rund 48.000 Menschen in der Stadt. Durch zahlreiche Eingemeindungen von Ortschaften in der Umgebung stieg die Bevölkerungszahl am 1. Januar 1975 auf 66.000. Am 30. Juni 2005 betrug die „Amtliche Einwohnerzahl“ für Bocholt nach Fortschreibung des Landesamtes für Datenverarbeitung und Statistik Nordrhein-Westfalen 73.762 (nur Hauptwohnsitze und nach Abgleich mit den anderen Landesämtern) – historischer Höchststand.
Die folgende Übersicht zeigt die Einwohnerzahlen nach dem jeweiligen Gebietsstand. Bis 1789 handelt es sich meist um Schätzungen, danach um Volkszählungsergebnisse (¹) oder amtliche Fortschreibungen des Statistischen Landesamtes. Die Angaben beziehen sich ab 1871 auf die „Ortsanwesende Bevölkerung“, ab 1925 auf die Wohnbevölkerung und seit 1987 auf die „Bevölkerung am Ort der Hauptwohnung“. Vor 1871 wurde die Einwohnerzahl nach uneinheitlichen Erhebungsverfahren ermittelt.
| Jahr               | Einwohner |
| ------------------ | --------- |
| 1498               | 1.800     |
| 1618               | 2.400     |
| 1637               | 1.200     |
| 1789               | 3.000     |
| 1. Dezember 1831 ¹ | 4.000     |
| 1. Dezember 1840 ¹ | 4.713     |
| 3. Dezember 1855 ¹ | 5.016     |
| 1. Dezember 1871 ¹ | 6.125     |
| 1. Dezember 1875 ¹ | 7.000     |
| 1. Dezember 1880 ¹ | 8.534     |
| 1. Dezember 1885 ¹ | 10.600    |
| 1. Dezember 1890 ¹ | 13.034    |
| 2. Dezember 1895 ¹ | 16.273    |
| 1. Dezember 1900 ¹ | 21.278    |
| 1. Dezember 1905 ¹ | 23.912    |
| 1. Dezember 1910 ¹ | 26.404    |

| Jahr                 | Einwohner |
| -------------------- | --------- |
| 1. Dezember 1916 ¹   | 22.474    |
| 5. Dezember 1917 ¹   | 21.831    |
| 8. Oktober 1919 ¹    | 24.934    |
| 16. Juni 1925 ¹      | 30.182    |
| 16. Juni 1933 ¹      | 33.441    |
| 17. Mai 1939 ¹       | 35.099    |
| 31. Dezember 1945    | 29.443    |
| 29. Oktober 1946 ¹   | 30.188    |
| 13. September 1950 ¹ | 37.674    |
| 25. September 1956 ¹ | 43.568    |
| 6. Juni 1961 ¹       | 45.675    |
| 31. Dezember 1965    | 47.730    |
| 27. Mai 1970 ¹       | 48.852    |
| 31. Dezember 1975    | 65.460    |
| 31. Dezember 1980    | 65.352    |
| 31. Dezember 1985    | 66.105    |

| Jahr              | Einwohner |
| ----------------- | --------- |
| 25. Mai 1987 ¹    | 67.028    |
| 31. Dezember 1990 | 68.936    |
| 31. Dezember 1995 | 70.424    |
| 31. Dezember 2000 | 72.138    |
| 31. Dezember 2005 | 73.790    |
| 31. Dezember 2007 | 73.560    |
| 31. Dezember 2010 | 73.170    |
| 31. Dezember 2016 | 71.350    |
| 31. Dezember 2017 | 71.036    |
| 31. Dezember 2018 | 71.099    |
| 31. Dezember 2019 | 71.113    |
| 31. Dezember 2020 | 71.061    |
| 31. Dezember 2021 | 71.074    |
| 31. Dezember 2022 | 71.930    |

¹ Volkszählungsergebnis

### Konfessionsstatistik
Derzeit (Stand Ende 2021) sind von den 74.157 Einwohnern 59,2 % (43.868) römisch-katholisch, 10,8 % (7.996) evangelisch und 30,1 % (22.293) sind konfessionslos, gehörten einer anderen Glaubensgemeinschaft an oder machten keine Angabe. Zum 31. Dezember 2017 waren 64,7 % der Einwohner katholisch, 11,0 % evangelisch und 24,4 % (18.110) waren konfessionslos, gehörten einer anderen Glaubensgemeinschaft an oder machten keine Angabe. Zehn Jahre vorher, am 31. Dezember 2007, waren 71,1 % der Einwohner katholisch und 11,6 % evangelisch.

## Politik

### Stadtrat
Die Sitze im Stadtrat verteilen sich nach den Ergebnissen der Kommunalwahlen 1999 bis 2020 folgendermaßen, wobei wegen der jeweils unterschiedlichen Größe des Stadtrats die absoluten Zahlen nur eingeschränkt vergleichbar sind:
| Partei                | 1999 | 2004 | 2009 | 2014 | 2020 |
| --------------------- | ---- | ---- | ---- | ---- | ---- |
| CDU                   | 28   | 22   | 21   | 21   | 23   |
| SPD                   | 15   | 13   | 14   | 13   | 9    |
| GRÜNE                 | 3    | 3    | 4    | 4    | 6    |
| Stadtpartei           | 2    | 3    | 3    | 4    | 4    |
| FDP                   | 1    | 2    | 3    | 1    | 2    |
| UWG                   | 1    | 1    | —    | —    | —    |
| LINKE                 | —    | —    | 1    | 1    | 2    |
| AfD                   | —    | —    | —    | 1    | 1    |
| Soziale Liste Bocholt | —    | —    | —    | 1    | 1    |
| Gesamt                | 50   | 44   | 46   | 46   | 48   |

### Bürgermeister
Bisherige Oberbürgermeister:
- Otto Schmitz (Zentrum) 1921 bis 1933
- Wilhelm Brockhoff, kommissar. 1933 bis 1934
- Fritz Emil Irrgang (NSDAP) von 1934 bis 1939
- Franz Rottmann (NSDAP) 1939 bis 1945
- Wilhelm Benölken (CDU) von 1945 bis 1946
- Wilhelm van Laak (CDU) von 1946 bis 1947
- August Göwert sen. (CDU) von 1947 bis 1948
- Otto Kemper von 1948 bis 1964
- Günther Hochgartz (CDU) von 1964 bis 1974

Bisherige Bürgermeister:
- Günther Hochgartz (CDU) von 1975 bis 1983
- Bernhard Demming (CDU) von 1983 bis 1994
- Christel Feldhaar (CDU) von 1994 bis 1999

Neben den ehrenamtlichen Bürgermeistern als Vorsitzende des Rates gab es bis 1999 einen hauptamtlichen Stadtdirektor als Leiter der Verwaltung (sog. kommunale Doppelspitze nach britischem Modell).
Bisherige Stadtdirektoren:
- Ludwig Kayser von 1946 bis 1964
- Werner Gillen von 1964 bis 1983
- Ralf-Peter von Ameln von 1983 bis 1990
- Hans-Josef Dahlen von 1991 bis 1998
- Klaus Ehling von 1998 bis 1999

Hauptamtliche Bürgermeister:
Seit 1999 gibt es in Nordrhein-Westfalen einen hauptamtlichen, durch Volkswahl bestimmten Beamten, der der städtischen Verwaltung vorsteht und die Sitzungen des Stadtrates mit Stimmrecht leitet, ohne ihm jedoch anzugehören. Er führt in kreisabhängigen Städten und Gemeinden den Titel Bürgermeister.
- Klaus Ehling (CDU) von 1999 bis 2004
- Peter Nebelo (SPD) von 2004 bis 2020
- Thomas Kerkhoff (CDU) seit Oktober 2020

### Wappen und Flagge

Wappen
Banner
Flagge

#### Wappen
Die amtliche Wappenbeschreibung (Blasonierung) lautet: „In grünem Feld eine gerade aufgewachsene, ausgerissene silberne Buche mit drei symmetrisch verteilten Ästen mit dazwischen stehenden Einzelzweigen. Die Zahl der Blätter beträgt 17. Sie zeigen Rippen und sind gezahnt. Die Zahl der an den langen Stielen erscheinenden Bucheckern ist 23. Die Zahl der Wurzeln beträgt 5. Unten am Stamm befindet sich je ein abgehauener Auswuchs.“ Die Wappengenehmigung wurde am 6. März 1930 durch das preußische Staatsministerium erteilt. Vorlage des Wappens ist das große Stadtsiegel, dessen Gebrauch erstmals 1302 nachweisbar ist. Schon 1284 ist auf einem nicht vollständig erhaltenen Stadtsiegel ein Baum zu erkennen. Auf einem nur rudimentär erhaltenen Stadtsiegel von 1259 sind sechs Blätter an langen glatten Zweigen erkennbar.

#### Banner und Flagge
Beschreibung der Flagge:
„Die Stadtflagge besteht aus zwei Längsbahnen in den Farben weiß und grün. Sie kann in der Mitte das Stadtwappen tragen.“ Diese ungenaue Beschreibung der Hauptsatzung der Stadt Bocholt gibt keine Auskunft ob ein Banner, eine Flagge oder beides geführt wird.

#### Bedrohung von Politikern
Seit Ende des Jahres 2015 kam es zu einer großen Zahl anonymer Beleidigungen und Bedrohungen gegen Politiker in Bocholt. Betroffen waren dabei der Bürgermeister und der Stadtkämmerer. Beide hatten sich intensiv für die Unterbringung von Flüchtlingen in der Stadt eingesetzt. „Wir wollen euch vergasen“ lautete daraufhin eine der Drohungen. Der Leiter des Standesamtes (Jahrgang 1981) war als SPD-Stadtverbandsvorsitzender in seiner Heimatstadt politisch aktiv. Seit Beginn der Flüchtlingskrise stand der Mann im Fokus mehrerer anonymer Rechtsextremer, die ihn mit fremden- und judenfeindlichen Beschimpfungen per Mail und bei Facebook traktierten. Der Staatsschutz der Polizei ermittelte. Nach Morddrohungen sagte er einen Parteitag ab und trat Anfang 2017 nicht zu seiner möglichen Wiederwahl an. Drohungen richteten sich auch gegen seine Partnerin und seine Tochter.
Der designierte SPD-Vorsitzende Martin Schulz besuchte aus dem Anlass Bocholt und dankte vor 500 SPD-Anhängern dem bedrohten Politiker, der trotz der massiven Anfeindungen seine Arbeit für die Sozialdemokraten fortgesetzt habe. Er löste damit ein Versprechen von Sigmar Gabriel ein, der 2016 als SPD-Chef sein Kommen zugesagt hatte.
Im Oktober 2023 stimmten in einem Bürgerentscheid 66 % der Bocholter Bürger der Errichtung einer weiteren Flüchtlingsunterkunft im Stadtteil Biemenhorst zu.

### Städtepartnerschaften
Die Stadt unterhält Städtepartnerschaften mit der gleichnamigen belgischen Gemeinde Bocholt (seit 1980), mit der französischen Stadt Aurillac (seit 1972) und mit Rossendale (seit 1977) in Großbritannien.
Zudem besteht seit 1985 eine Partnerschaft auf wirtschaftlicher Basis mit der chinesischen Stadt Wuxi.

### Patenschaften
Patenschaften bestanden für das Schnellboot S-68 „Seeadler“ (1967–2007) und für den Airbus A300B4-603 (D-AIAU) „Bocholt“ der Lufthansa (1992–2009). Dieser hat nun einen Nachfolger: Zurzeit fliegt ein Airbus A321-231 (D-AISO) der Lufthansa als „Bocholt“.

## Kultur und Sehenswürdigkeiten

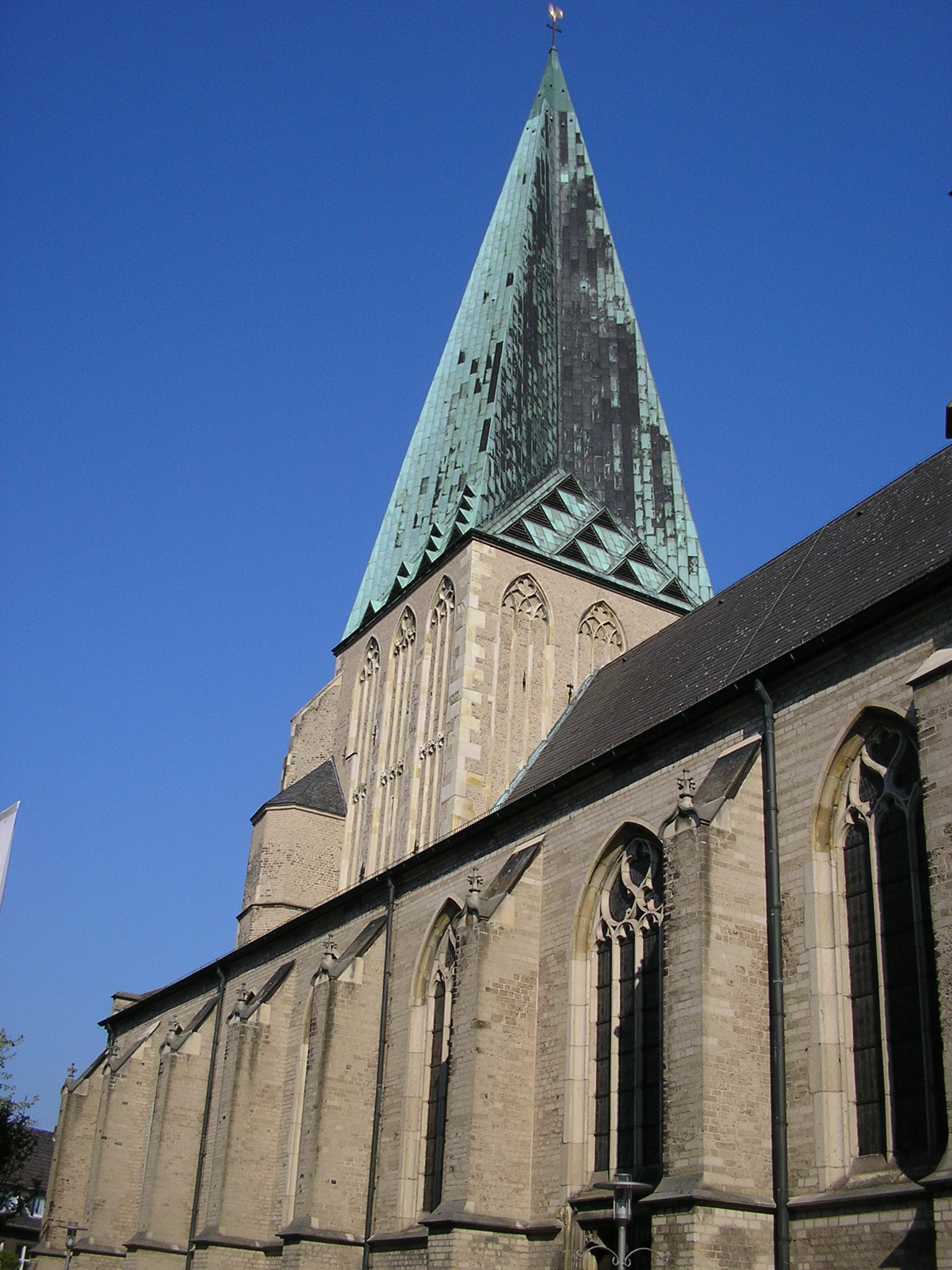
St.-Georg-Kirche

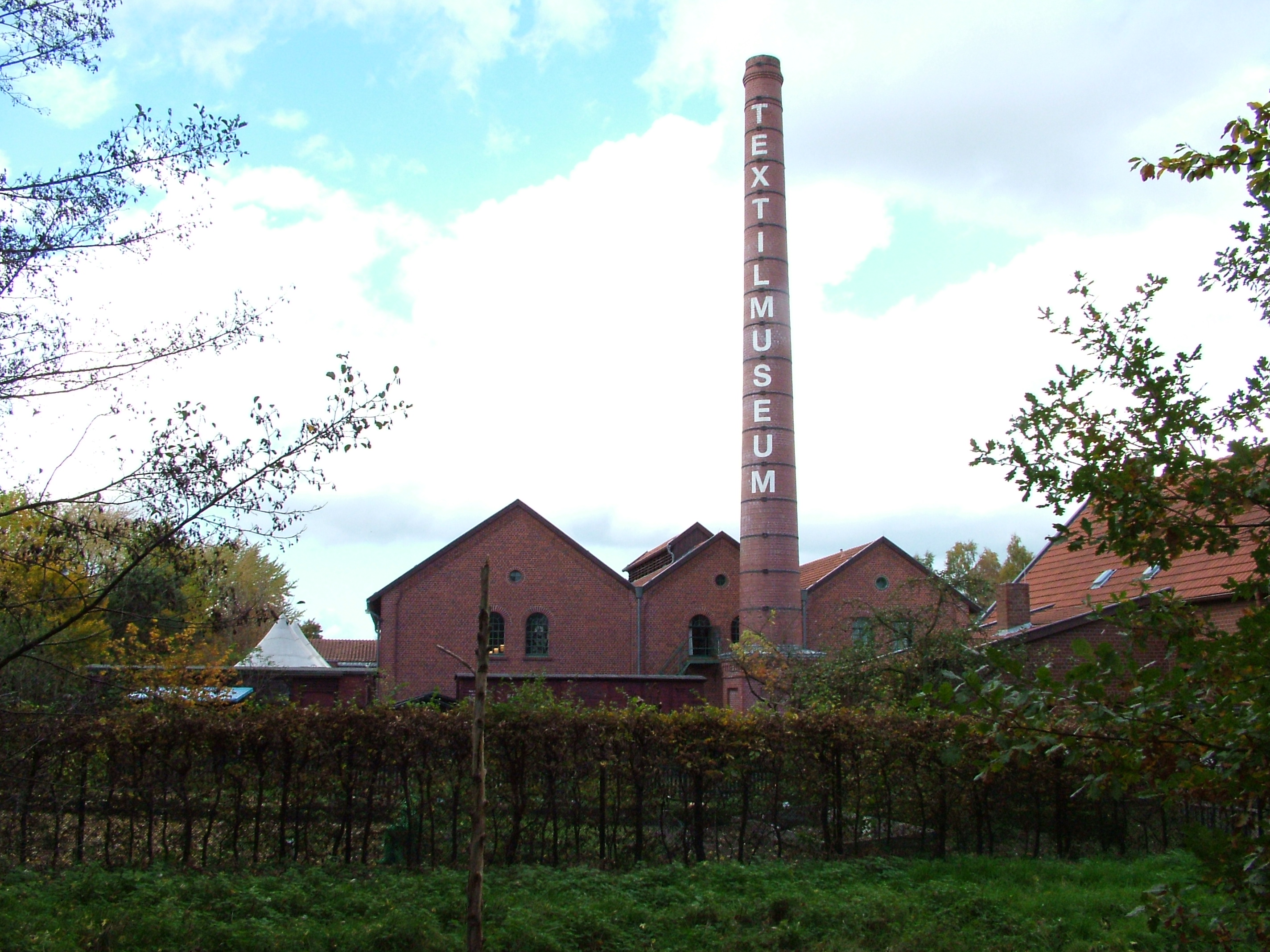
Textilmuseum

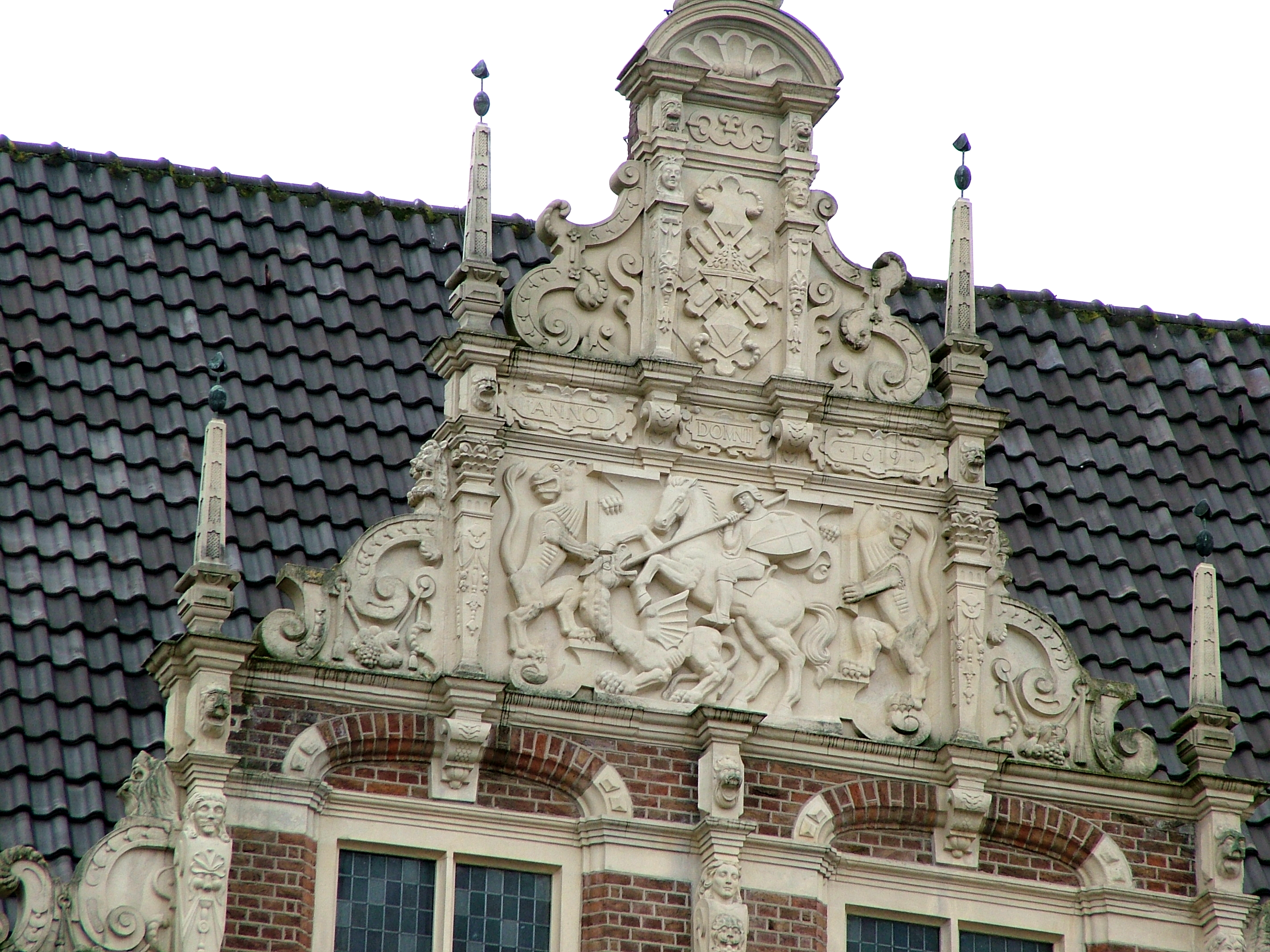
Historisches Rathaus – Renaissance-Zwerchgiebel

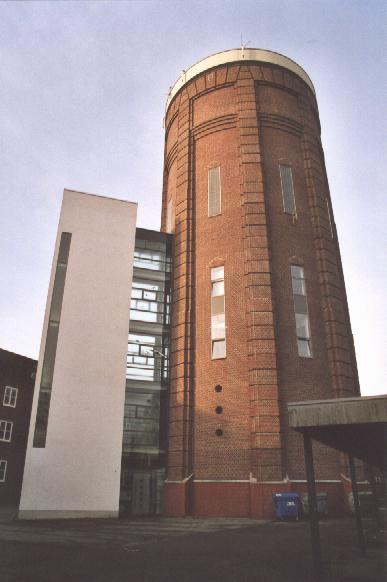
Wasserturm Bocholt

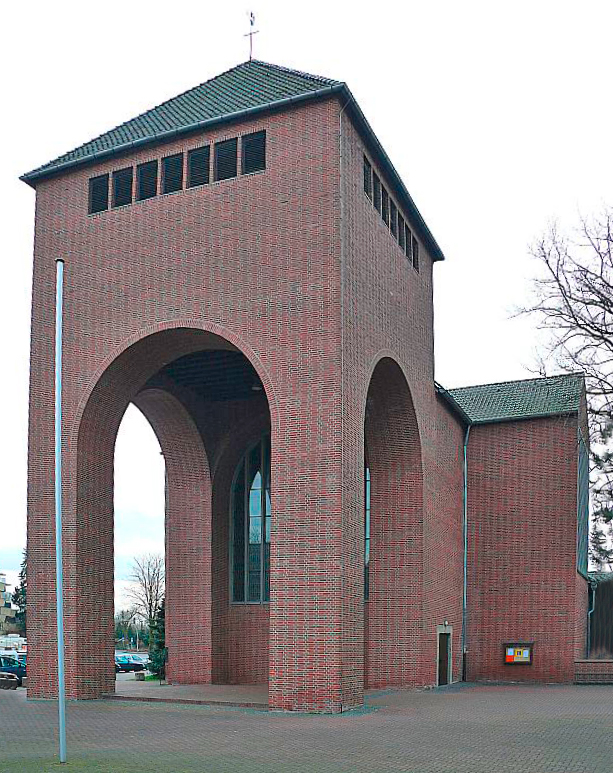
Heilig-Kreuz-Kirche

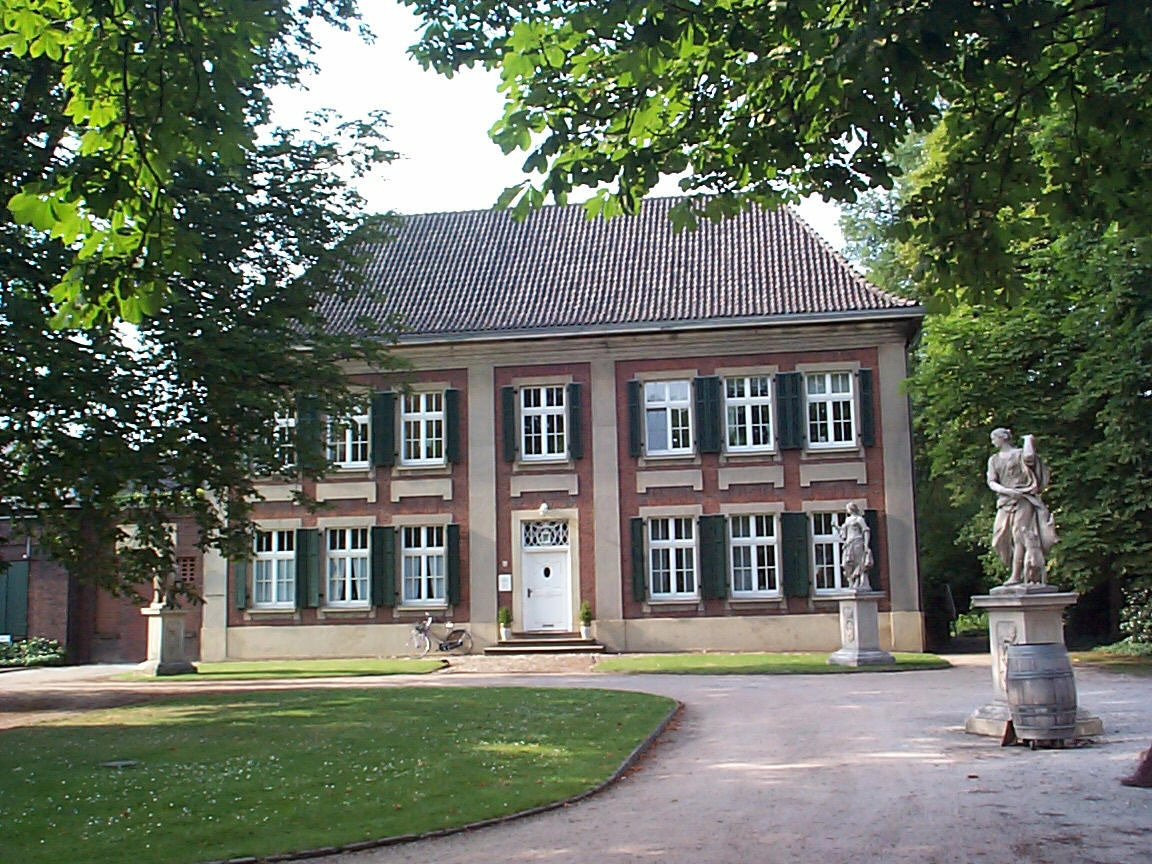
Haus Woord

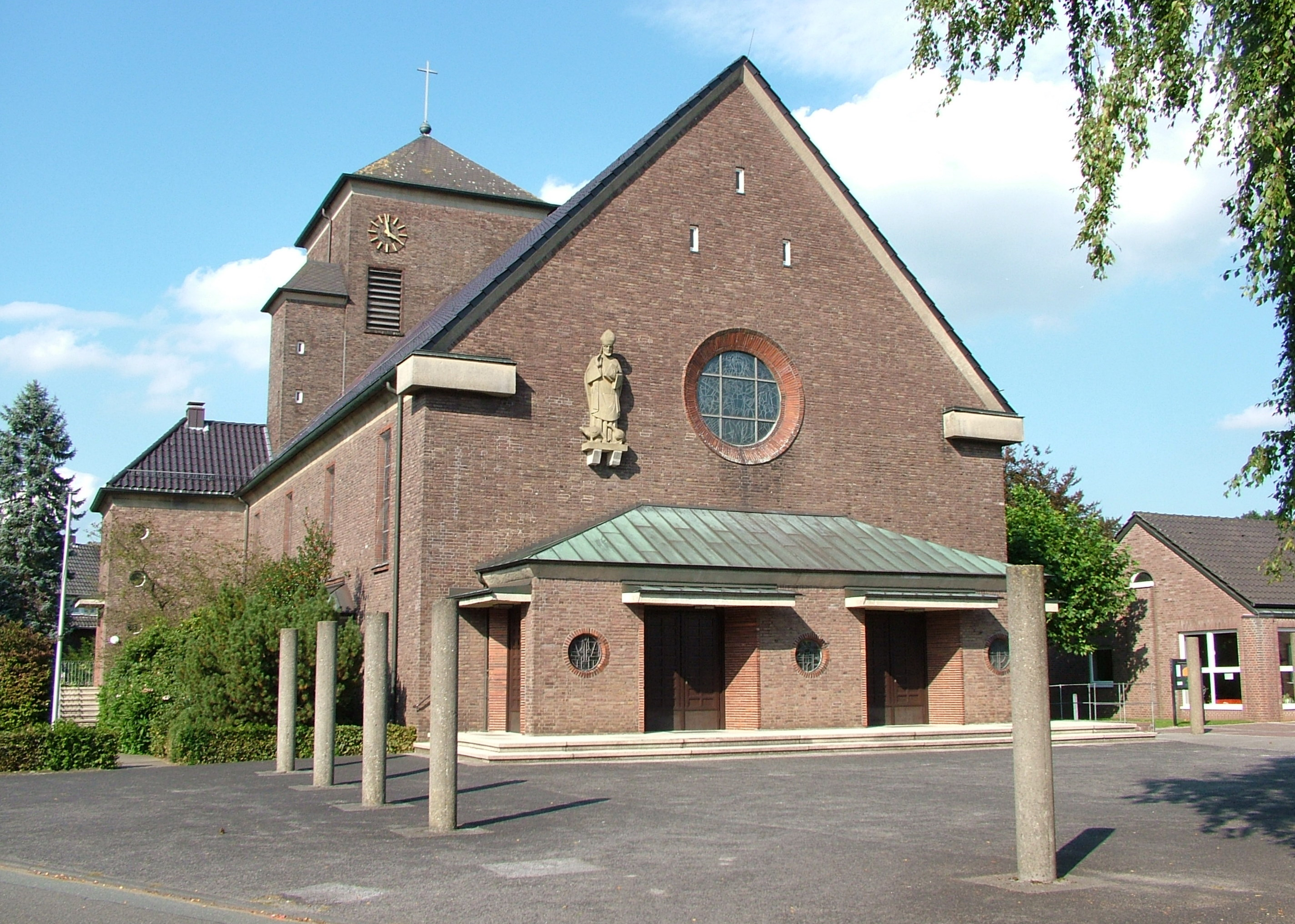
St.-Ludgerus-Kirche im Stadtteil Spork

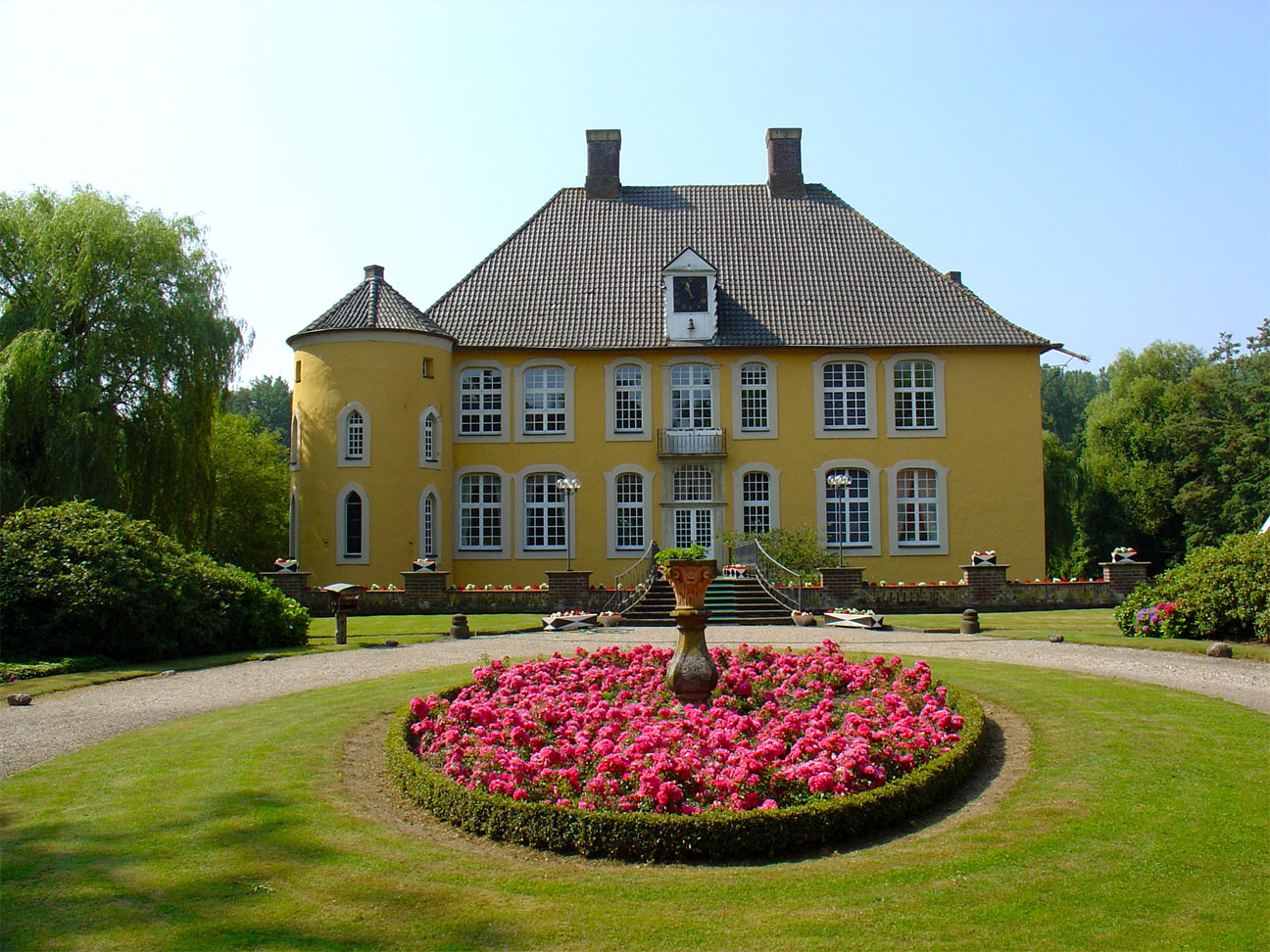
Schloss Diepenbrock

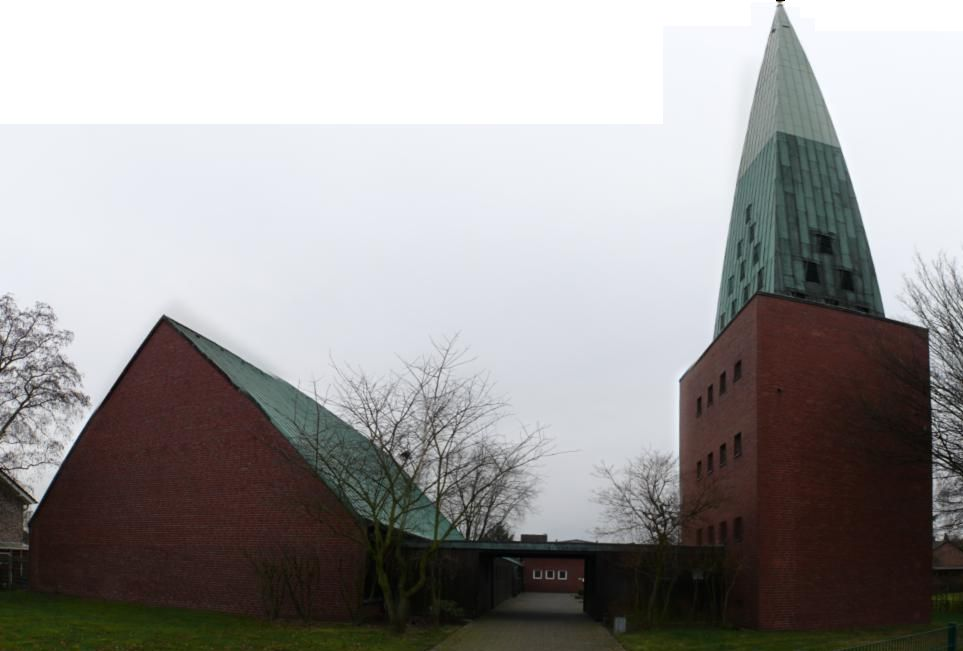
Apostelkirche (Bocholt)

### Archive
- Stadtarchiv
- Pfarrarchiv St. Georg
- Archiv der evang. Kirchengemeinde
- Archiv der Firma Autoneum (ehemals Borgers)
- Archiv der Stadtsparkasse Bocholt
- Foto-Archiv deutz fotografie | werbung (ehemals Fotostudio Rösler)

### Museen
- LWL-Industriemuseum, TextilWerk Bocholt mit Spinnerei und Weberei
- Stadtmuseum Bocholt (zurzeit wegen Sanierung geschlossen) – Geschichte, Archäologie, Kunst und Kultur der Stadt in überwiegend gegenständlicher Überlieferung.
- Handwerksmuseum
- Kunsthaus – bildende Kunst, jährl. etwa zehn wechselnde Ausstellungen
- Schatzkammer der St.-Georg-Kirche – wertvolle, religiöse Kunstgegenstände
- Schulmuseum St.-Georg-Gymnasium – Einblick in die 200-jährige Schulgeschichte, naturwissenschaftliche Abteilung

### Bauwerke
- St.-Georg-Kirche, spätgotischer Hallenbau (1415–86)
- St.-Agnes-Kapelle, spätgotische ehemalige Augustinerinnenklosterkirche (1484)
- Historisches Rathaus, im Stil der Niederländischen Renaissance (1618–24)
- Liebfrauenkirche, ehemals Klosterkirche der Minoriten (1785–92), spätbarocker Stil, erweitert 1912/13, umfangreich renoviert von 2006 bis April 2009
- Haus Woord (1792–95), Bürgerhaus im klassizistischen Stil
- Kirche St. Josef (1897)
- Wasserturm Bocholt (1913)
- Heilig-Kreuz-Kirche, entworfen von Dominikus Böhm (1936/37)
- St.-Paul-Kirche, entworfen von Gottfried Böhm 1966
- Neues Rathaus mit Kulturzentrum am Berliner Platz, Architekt Gottfried Böhm (1977), zurzeit in Sanierung
- Neutorplatz und Shopping-Arkaden an der Aa, städtebauliches Großprojekt der 1990er Jahre
- Medienzentrum im alten Bahnhof mit Wandbildern von Fritz Baumgartner
- Schloss Diepenbrock, barockes Wasserschloss im Stadtteil Barlo
- Herz-Jesu-Kirche, entworfen von Heinrich Bartmann 1960, Abriss im Oktober 2020[40]
- Apostelkirche mit der ehemals evangelischen Melanchthonschule (heute: Teil der Biemenhorster Grundschule), entworfen von der Architektengemeinschaft Hübotter-Ledeboer-Busch aus Hannover und Peter Poelzig

### Parks und Friedhofsanlagen
- Bürgerpark Mosse
- Langenbergpark mit dem Meckermann
- Park am Kloster vom Guten Hirten
- Ostpark an der Münsterstraße
- Jüdischer Friedhof am Stadtwald
- Friedhof der Angehörigen der Roten Armee am Stadtwald
- Städtischer Friedhof, Anlage mit Rondell und Wegestern, entworfen nach Gestaltungsprinzipien der „Reformgartenbewegung“ 1904[41]

### Natur und Freizeit
Natur
- Stadtwald Bocholt[42]
- Hohenhorster Berge
- Der Bocholter Aasee ist ein künstlicher See mit Freizeitanlagen. Das Gelände hat eine Gesamtfläche von 74 ha, die Wasserfläche beträgt 30 ha. Fertiggestellt wurde er 1983, die ausgehobene Erde wurde als Untergrund für den Bau der Bundesstraße 473 verwendet.[43]
- Naturschutzgebiet „Holtwicker Bach“ im Norden der Stadt
- Eiche bei Hemden mit einem Brusthöhenumfang von 7,38 m (2014).[44]

Freizeiteinrichtungen
- Stadttheater (zurzeit in Sanierung)
- Sauna- und Wasserwelten Bahia
- Tonwerke, privates Freibad des Bocholter Wassersportvereins
- Shopping Arkaden
- Alte Molkerei mit dem „Kulturort Alte Molkerei e. V.“
- Kinodrom, ein Kino mit neun Sälen und einer Jazzbar
- Bowlingcenter 2000 direkt am Aasee
- Kartbahn Cockpit in Bocholt (im Industriegebiet „Robert-Bosch-Straße“ zwischen Bocholt und Rhede)
- Stadtwaldsportpark, mit Indoor-Soccer und überdachten Tennis- und Squash-Anlagen
- Boulderhalle Kraftraum Bocholt mit großer Auswahl an Bouldern, einem Kinderbereich, Garten und großem Trainingsbereich.

### Sport
- 1. FC Bocholt (Heimspielstätte: Stadion am Hünting), TuB Bocholt und Olympia Bocholt sind die drei bekanntesten Fußballvereine Bocholts. Von diesen ist der 1. FC Bocholt derzeit der erfolgreichste Verein und spielt in der Regionalliga West (Stand: Saison 2024/25).
- Die 1. Volleyball-Männermannschaft vom TuB Bocholt spielt in der 2. Bundesliga Nord.
- Die 1. Triathlon-Herrenmannschaft das Team Roseversand Bocholter WSV startet in der 2. Bundesliga der DTU.
- Der TC Blau-Weiss Bocholt spielt mit seiner Damenmannschaft in der Niederrheinliga.
- Die Standardformation der TSA des TSV Bocholt von 1867/1896 tanzt in der 1. Bundesliga Standard.
- Der SC Budokan Bocholt ist einer der größten Judovereine in Nordrhein-Westfalen.
- Die Tanzsportgarde des TSV Bocholt nimmt seit 2010 an den deutschen Meisterschaften im karnevalistischen Tanzsport teil. 2018 und 2019 waren sie deutscher Meister im Schautanz in der Altersklasse „Jugend“.
- Die Tanzkorps der Bocholter KG waren zwölfmal deutscher Meister im karnevalistischen Tanzsport.
- Die 1. Mannschaft der Bocholt Rhinos spielt derzeit in der Landesliga American Football.

### Regelmäßige Veranstaltungen
- Karnevalszug am Rosenmontag
- Bocholt blüht: verkaufsoffener Sonntag (letzter Aprilsonntag) mit großem Oldtimertreffen
- Bands in Town (30. April), Live-Musik in mehr als 15 Kneipen der Innenstadt
- Bocholter Citylauf am ersten Samstag (außer 1.) im Mai
- Aasee-Triathlon an einem Sonntag Mitte Juni
- Bocholter Stadtfest (verkaufsoffener Sonntag im Juni)
- Bocholter Weinfest an einem Wochenende im Juli mit Krönung der Bocholter Weinkönigin
- Großes Bocholter Kürbisfest an einem Wochenende im September
- Bokeltsen Treff: verkaufsoffener Sonntag Ende September
- Bocholter Herbstkirmes (Freitag bis Montag um den dritten Sonntag im Oktober)
- Bocholter Sankt-Martins-Zug Anfang November
- Unheiliger Morgen am 24. Dezember (traditionelles Treffen zahlreicher Bocholter im Ravardiviertel der Innenstadt)

## Wirtschaft und Infrastruktur

### Wirtschaft
Bocholt ist eine Industrie- und Einkaufsstadt. Durch ausgedehnte Fußgängerzonen und ein Einkaufszentrum in der Innenstadt werden viele Gäste aus dem Umland, besonders aus den Niederlanden, in die Stadt gezogen.
Der Getriebehersteller Flender ist der größte Arbeitgeber der Stadt. Seit dem Jahr 2021 gehört das Unternehmen zur US-amerikanischen Carlyle Group.
Die Gigaset Communications GmbH (ehemals Siemens Home and Office Communication Devices GmbH & Co. KG) ist ein Hersteller von Schnurlostelefonen, Tablets und einziger Produzent von Smartphones in Deutschland mit Sitz in Bocholt. Die Gesellschaft entstand aus der Siemens Home and Office Communication Devices und wurde nach der Insolvenz an V-Tech, 2024 weiterverkauft.
Weitere große Arbeitgeber in Bocholt sind die Firmen Autoneum (ehem. Borgers), die Duvenbeck Unternehmensgruppe, die GILDE-Gruppe, Benning, LB-GmbH (ehem. WM-Group) mit div. Unternehmen in und um Bocholt, Olbrich, Sinnack, Elsinghorst, Pieron, Spaleck Gruppe, Pergan, die Meier-Group, Verfahrenstechnik Hübers, die Grunewald-Group, die Bocholter-Transport-Gesellschaft, Rose Bikes sowie die Firma Lebo.
Der Bocholter Industriepark im Südwesten der Stadt mit einer Fläche von 300 ha ist das größte zusammenhängende, voll erschlossene Gewerbeflächenareal in ganz Nordrhein-Westfalen. Er zählt 300 Betriebe mit über 7000 Beschäftigten. Der Industriepark verfügt über einen direkten Anschluss an die B 67 und damit an die A 3 Arnheim/Oberhausen. Daneben existiert über das Industriestammgleis der Stadt Bocholt eine Gleisverbindung zum Bocholter Bahnhof. Bis Mitte 2010 erfolgte eine Vergrößerung des Industrieparks um 20 ha nach Süden.
Das St. Agnes-Hospital Bocholt (Mitglied im Klinikverbund Westmünsterland) stellt mit 470 Planbetten die medizinische Versorgung in und um Bocholt sicher. Das Hospital ist einer der größten Arbeitgeber vor Ort. Angegliedert ist die Zentralschule für Gesundheitsberufe mit 150 Ausbildungsplätzen, die gemeinsam mit dem St.-Marien-Hospital Borken betrieben wird.
Die „Bocholter Energie- und Wasserversorgung GmbH“ (BEW) ist eine Gesellschaft der „Stadtwerke Bocholt GmbH“ und versorgt Bocholter Privat- und Geschäftskunden aus einer Hand mit Energie und Trinkwasser. Zudem gehören die „Bocholter Bädergesellschaft“, die das Erlebnisbad Bahia und das Fildekenbad betreibt, sowie die „Stadtbus Bocholt GmbH“ zur Gesellschaft. Wegen ihres stetigen Wachstums werden mittlerweile mehr als 150 Mitarbeiter beschäftigt.
Der Logistikkonzern Kühne + Nagel unterhält in Bocholt ebenfalls eine Niederlassung. Zudem hat im Industriepark einer der größten Händler für Wohnwagen in Europa seinen Sitz, das Caravan Center Bocholt.

### Verkehr

#### Schienenverkehr

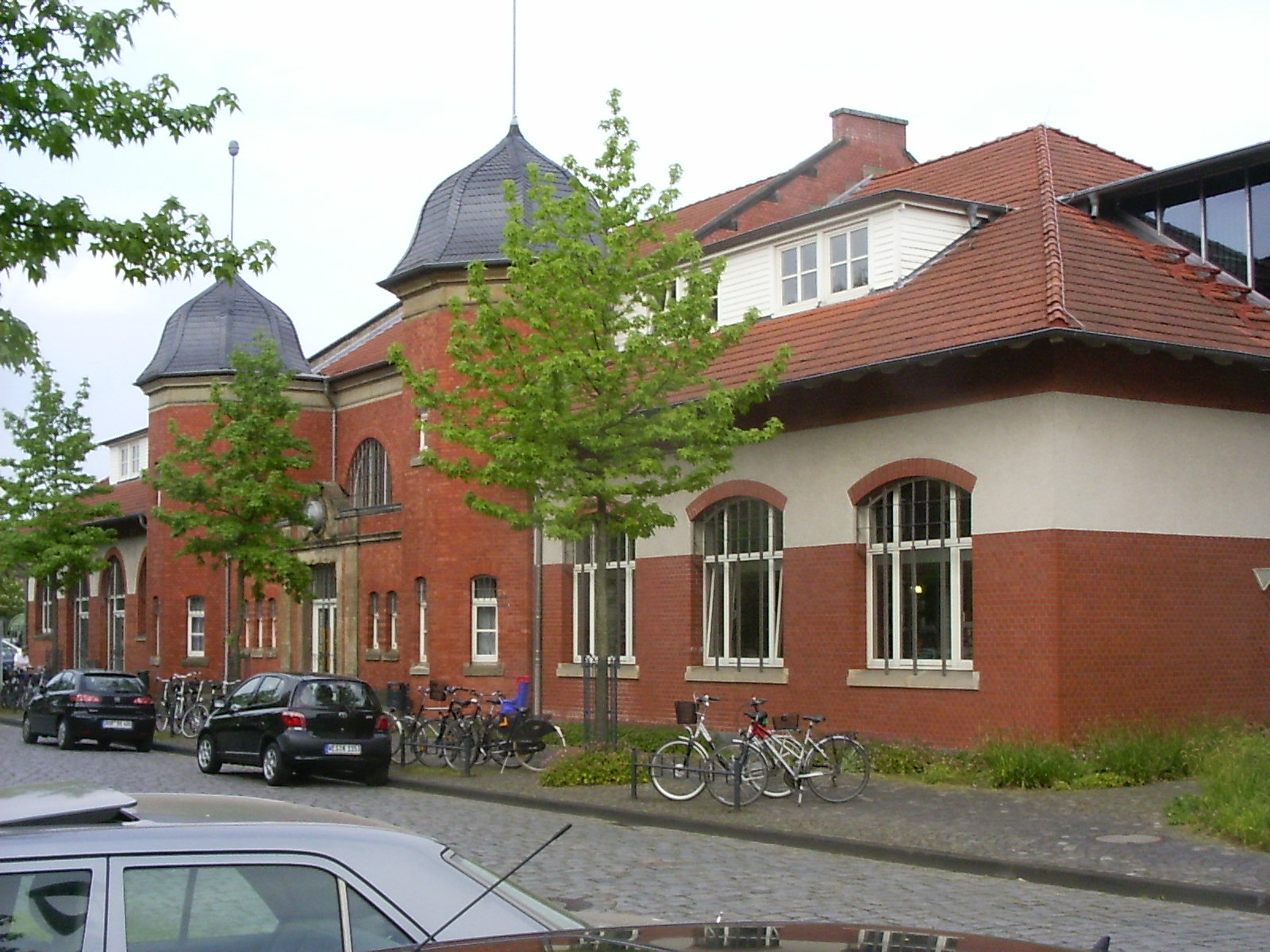
Alter Bahnhof Bocholt

Der Bahnhof Bocholt liegt ungefähr 500 m südöstlich des Stadtzentrums an der Bocholter Bahn. Seit dem 1. Februar 2022 verkehrt von dort der RE19 als durchgehende Linie in die Landeshauptstadt Düsseldorf. Dazu werden die Züge aus Bocholt in Wesel mit der Linie Arnheim–Düsseldorf geflügelt.
Am Südkopf des Bahnhofs zweigt das Industriestammgleis der Stadt Bocholt zum Industriepark ab, ein Reststück der ehemaligen Bahnstrecke Empel-Rees – Isselburg – Bocholt – Coesfeld – Münster, die aus Richtung Münster–Borken am Nordkopf gemeinsam mit dem Gleis der ehemaligen Bahnstrecke Winterswijk–Bocholt in den Bocholter Bahnhof einmündete. Mittlerweile sind aber sämtliche Gleise dieser Verbindungen – bis auf das Stück Richtung Empel-Rees – und der Schienverbindung Münster-Coesfeld abgebaut.
Von 1910 bis in die Zeiten des Ersten Weltkriegs führte zudem die Schmalspurbahn Bocholt–Lichtenvoorde grenzüberschreitend in die Niederlande.

#### Busverkehr
Im Straßenpersonennahverkehr erschließen
die Schnellbuslinie S75 nach Münster über Rhede, Borken,
die Regionalbuslinien 61 nach Rees über Isselburg und 64 nach Wesel über Hamminkeln,
die stündlich verkehrende Regionalbuslinie R51 nach Coesfeld,
zwei Buslinien nach Aalten und Dinxperlo (NL) als Teil des
Stadtbusnetzes der Stadtbus Bocholt GmbH, halbstündlich (Mo–Sa, kein Abendverkehr)
der Baumwollexpress X80 über Rhede, Borken-Burlo, Südlohn-Oeding, Vreden, Ahaus-Alstätte sowie Gronau, mit dem Ziel Bad Bentheim Bahnhof
die Region und das Stadtgebiet.
Zudem bestehen Verbindungen nach Vreden und Rees-Millingen. Darüber hinaus gibt es bedarfsorientierte Anrufbus-Linien. Ein Nachtbus verkehrt an Wochenenden zwischen Bocholt und Legden.
Knotenpunkt aller dieser Busverbindungen ist der Bustreff in der Innenstadt. Eine weitere wichtige Haltestelle ist der Bahnhof Bocholt, den die Fernbusse sowie verschiedene Linien des Nahverkehrs anfahren.
Für den gesamten öffentlichen Personennahverkehr (ÖPNV) gilt der Westfalentarif, auf dem RE 19 der Tarif des Verkehrsverbundes Rhein-Ruhr und tarifraumüberschreitend der NRW-Tarif.

#### Straßen
Bocholt ist über die B 473 an die A 3 (E 35) angebunden. Durch das Stadtgebiet führt die B 67, die die A 3 mit der A 31 verbindet. Seit 2006 führt sie als Schnellstraße südlich an der Stadt vorbei. Die Straße ist auch Teil des geplanten „äußeren Rings“ von Bocholt, bestehend aus dem Ostring, der B 67 als Südring, der L 602 als Westring und dem noch zu planenden Nordring.
Der geplante Nordring ist in Teilen der Bevölkerung der Stadt Bocholt umstritten.
Der Verkehr in Richtung Niederlande wird seit Sommer 2006 von der B 473/L 602 kommend durch den Westringtunnel an der Innenstadt vorbeigeführt.

Die alte Siedlungsstruktur der Stadt hat bis heute die Straßenführung geprägt. So umschließt in der Stadtmitte ein geschlossener Verkehrsring die Innenstadt, von dem mehrere sternförmig auslaufende Einfallstraßen abgehen. Dabei ist der Bereich innerhalb des Ringes zu großen Teilen als Fußgängerzone ausgewiesen, der Verkehr wird häufig durch Einbahnstraßen gelenkt. Zur weiteren Optimierung von Verkehrsströmen in der Stadtmitte trägt ein Parkleitsystem bei.

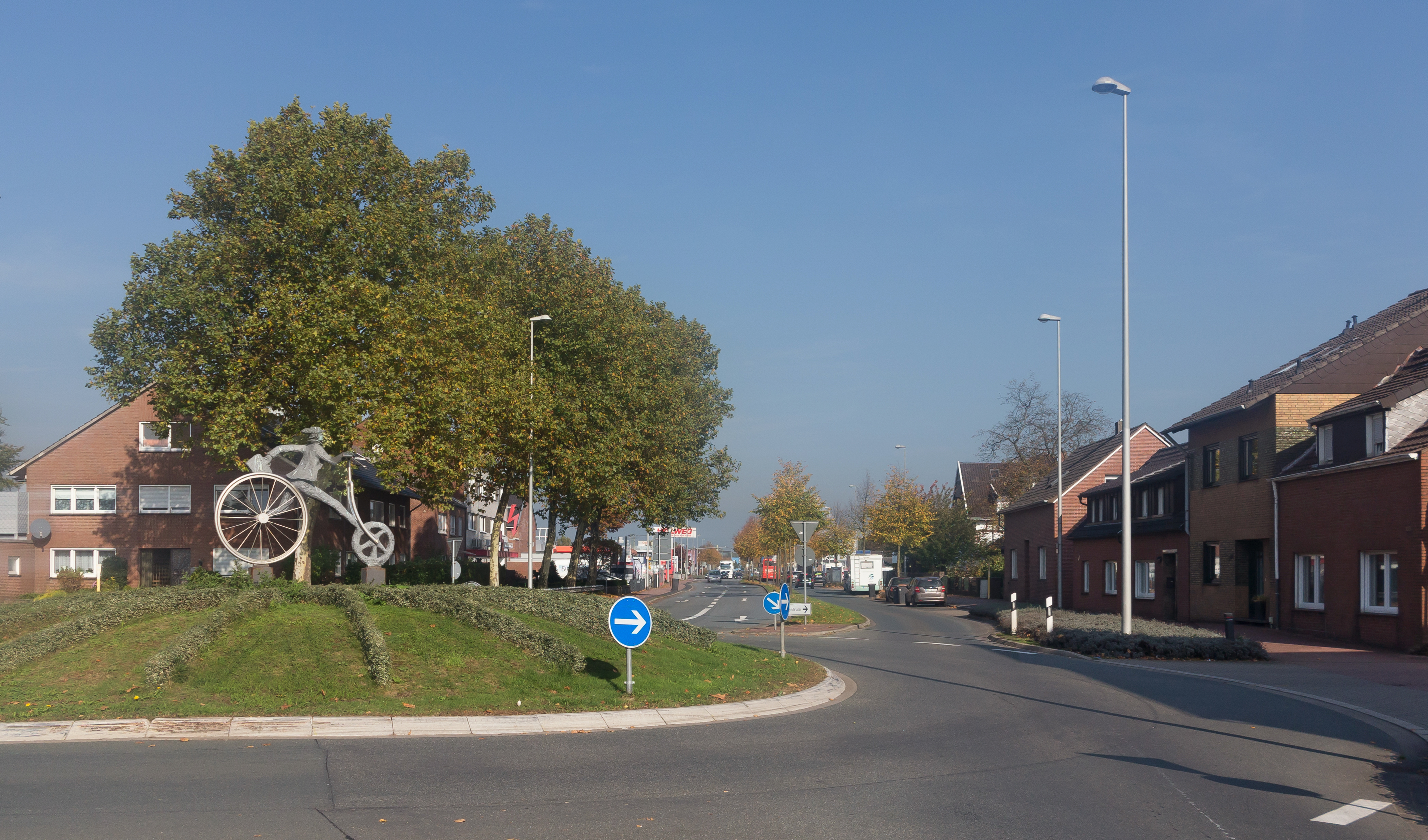
Skulptur auf Kreisverkehr Dingdener Straße

#### Fahrradstadt Bocholt
Bocholt ist eine ausgesprochene Fahrradstadt, fast jeder Bürger besitzt ein oder mehrere Räder, das Radwegenetz ist weitläufig und komfortabel ausgebaut. In den Jahren 2005, 2012, 2013 und 2018 gewann die Stadt den vom ADFC und BUND bei der Umfrage Fahrradklimatest verliehenen Titel „Fahrradfreundlichste Stadt Deutschlands“ in der Kategorie der Städte unter 100.000 Einwohnern. Bocholt war die erste Stadt Deutschlands, die eine bewachte Fahrradstation an einem Busbahnhof (in Bocholt „Bustreff“ genannt) und nicht an einem Bahnhof errichten ließ. Eine zweite Radstation am Bocholter Bahnhof ist 2008 in Betrieb gegangen.
Im September 2010 gab Landrat Kai Zwicker den Startschuss für die Fahrradstaffel der Polizei Bocholt. Insgesamt acht Polizeibeamte versehen seither ihren Dienst auf Trekkingbikes. Ziel der Polizeiradstaffel ist es, das Fahrradfahren in Bocholt sicherer zu machen. Die Unfallzahlen verunglückter Radfahrer liegen hier, im Vergleich zu anderen Städten, auf einem ungewöhnlich hohen Niveau. Grund hierfür ist, dass der Radverkehr insgesamt etwa 40 % des gesamten Verkehrsaufkommens der Stadt Bocholt ausmacht.

### Medien

#### Zeitungen
Die Bocholter Presse ist dominiert von der einzigen Tageszeitung „Bocholter-Borkener Volksblatt“ (BBV). Aus gleichem Verlagshaus erscheint Samstag das Anzeigenblatt „Stadtkurier“. Monatlich erscheint das kostenlose Stadtmagazin „PAN“.
Nachrichten aus Bocholt erscheinen auch in den Westfälischen Nachrichten (WN).

#### Hörfunk
In Bocholt sendet der lokale Radiosender Radio WMW mit Sitz in Borken. Im Stadtgebiet kann er auf UKW 88,4 MHz empfangen werden.

#### Fernsehen
Der Regionalsender wm.tv hatte bis zum Jahr 2012 sein Studio im „Logistikzentrum City“ der WM-Group nahe der Bocholter Innenstadt. Das Programm war im gesamten Münsterland, am Niederrhein sowie im Kreis Recklinghausen zu empfangen. Damit war er der größte Regionalsender Deutschlands. Inzwischen ist wm.tv in Center-TV übergegangen und wird von Münster aus gesteuert.
Das Bocholter-Borkener Volksblatt zeigt eine täglich aktuelle Newssendung im Internet. Außerdem liefert es die Inhalte für das Shopping-Center-TV „Mallvision“, das seit 2007 in den Arkaden ausgestrahlt wird.
Der landesweite TV-Lernsender nrwision bündelt in seiner Mediathek Fernsehsendungen aus Bocholt bzw. von Fernsehmachern aus Bocholt.

### Bildung

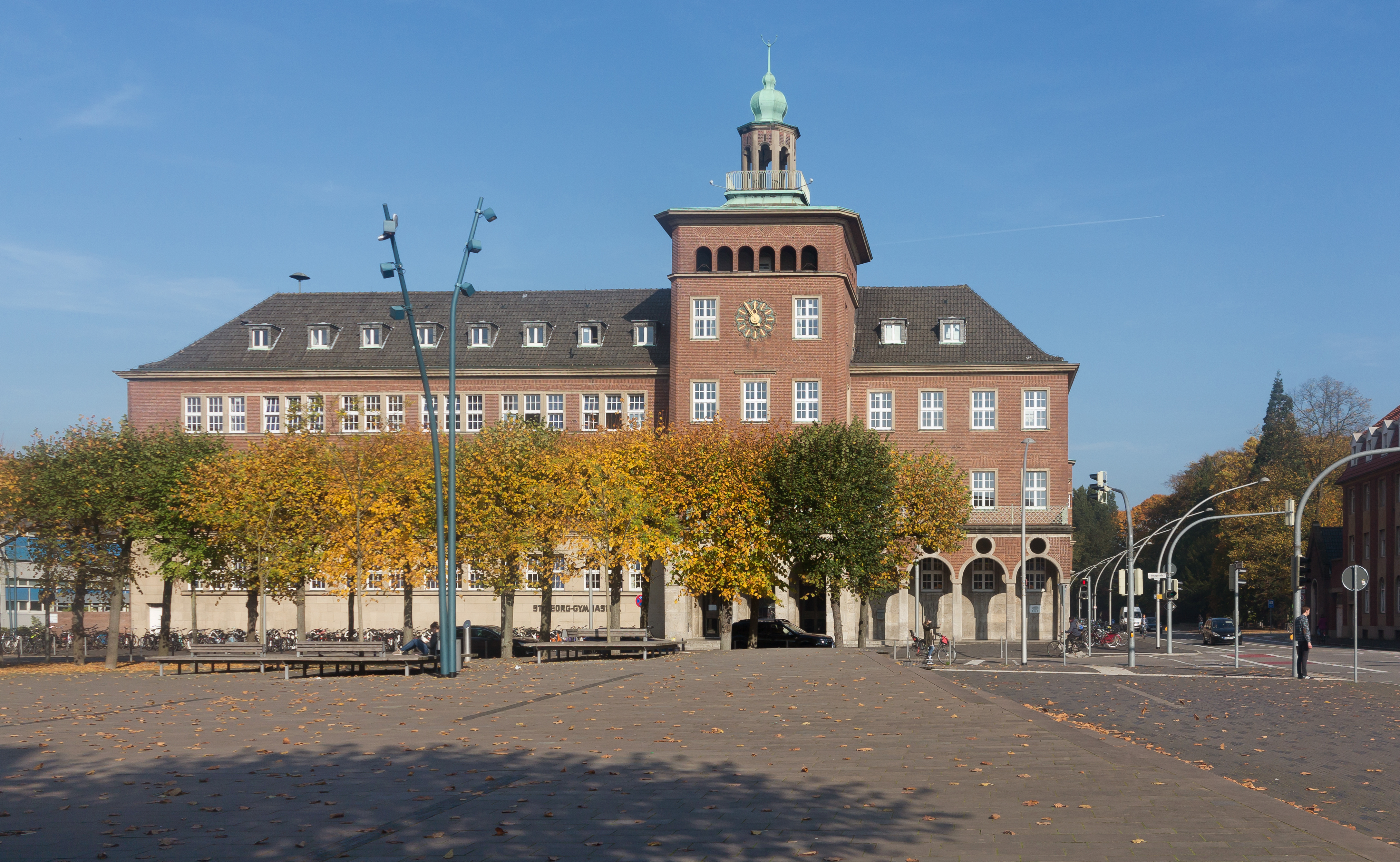
Sankt-Georg-Gymnasium

- Grundschulen: Annette-von-Droste-Hülshoff-Schule, Biemenhorster Schule, Clemens-August-Schule, Clemens-Dülmer-Schule, Maria Montessori Schule, Josefschule, Kreuzschule, Grundschulverbund Liebfrauen, Grundschulverbund Ludgerus, St.-Bernhard-Schule
- Hauptschulen: Arnold-Janssen-Schule (AJS) und Hohe-Giethorst-Schule (HGS).
- Realschulen: Israhel-van-Meckenem-Realschule (IvM), Albert-Schweitzer-Realschule (ASR) und Abendrealschule
- Gesamtschule: Gesamtschule Bocholt
- Gymnasien: Bischöfliches St.-Josef-Gymnasium (ehemals St.-Josef-Gymnasium der Kapuziner), St.-Georg-Gymnasium,[51] Euregio-Gymnasium, Mariengymnasium und Abendgymnasium
- Berufskollegs: Berufskolleg „Bocholt-West“ als gewerb- und handwerkliche Berufsschule in Trägerschaft des Kreises Borken, Berufskolleg „Am Wasserturm“ als wirtschaftliche und kaufmännische Berufsschule ebenfalls in Trägerschaft des Kreises Borken und August-Vetter-Berufskolleg in Trägerschaft des Bistums Münster, Zweijährige höhere Berufsfachschule für Sozial- und Gesundheitswesen, Fachoberschule für Sozial- und Gesundheitswesen sowie Fachschule für Sozialpädagogik
- Förderschulen: Overbergschule – Städt. Förderschule mit dem Förderschwerpunkt Lernen und Bischof-Ketteler-Schule – Private Förderschule des Caritas-Verbandes mit dem Förderschwerpunkt Geistige Entwicklung
- Hochschulen: Die Westfälische Hochschule Bocholt bietet seit 1992 einige, vor allem technische, Studiengänge an. Der Hauptsitz befindet sich in Gelsenkirchen – die Abteilung Bocholt umfasst die zwei Fachbereiche Wirtschaft und Informationstechnik und Maschinenbau (mit Bionik).

Die Fachhochschule des Mittelstands eröffnete im Sommer 2022 ein Studienzentrum in der Innenstadt von Bocholt. Hier werden 14 Studiengänge aus den Bereichen Gesundheit, Wirtschaft und Soziales angeboten.
In absehbarer Zeit wird am Krankenhaus der Health Education Campus errichtet, an dem die Fachhochschule Münster in Kooperation mit der Feuerwehr- und Rettungsdienstakademie der Stadt Bocholt verschiedene Pflege- und Rettungsberufe als Studiumsvariante anbietet.
- Erwachsenenbildung: Im August 2008 wurden Abendrealschule und Abendgymnasium zum Weiterbildungskolleg Westmünsterland zusammengefasst. Für die breite Bevölkerung hält die Volkshochschule Bocholt-Rhede-Isselburg ein umfangreiches Kurs- und Weiterbildungsangebot bereit.
- Sonstige schulische Einrichtungen: In Bocholt ist auch der Sitz der Musikschule Bocholt – Isselburg. Außerdem befindet sich eines von bundesweit 17 Bildungszentren des Bundesamtes für Familie und zivilgesellschaftliche Aufgaben (Bundesfreiwilligendienst) an der Adenauerallee.

Ebenso befindet sich in Bezug auf die Lehrerausbildung am Barloer Weg, das Zentrum für schulpraktische Lehrerausbildung (ZfSL).
- Bibliotheken: Im alten Bahnhofsgebäude ist die Stadtbibliothek untergebracht. Außerdem existieren Büchereien verschiedener Kirchengemeinden.

Ebenfalls gibt es in Bocholt viele Museen, Beispiele dafür sind:
- Die Weberei
- Die Spinnerei
- Das Handwerksmuseum
- Bocholter Stadtmuseum

## Persönlichkeiten
In Bocholt geborene Persönlichkeiten sowie weitere für Bocholt bedeutende Personen (Ehrenbürger, Ehrenringträger) sind in der Liste der Persönlichkeiten der Stadt Bocholt aufgeführt.

## Lokale Spezialitäten
- Panhas
- Knockepott
- Buchweizenpfannkuchen